# Simón Gaviria
Simón Gaviria Muñoz (Pereira, 24 de noviembre de 1980) es un economista y político colombiano, especialista en matemáticas y econometría[cita requerida]. Recordado por votar por la reforma a la Justicia de 2012 sin haberla leído.
Entre 2006 y 2014 se desempeñó como representante a la Cámara por Bogotá. Entre julio de 2011 y julio de 2012 ocupó el cargo de presidente de la Cámara de Representantes. Fue director y jefe único del Partido Liberal desde el 11 de diciembre de 2011 hasta el 25 de agosto de 2014. Fue Director Nacional de Planeación desde agosto de 2014 hasta mayo de 2017.

## Biografía

### Familia
Es uno de los dos hijos de Ana Milena Muñoz Gómez y César Gaviria Trujillo, presidente de Colombia entre 1990 y 1994; su hermana es de nombre María Paz. Se casó en 2010 con Margarita Amín.
Su tío, el arquitecto Juan Carlos Gaviria fue secuestrado el 2 de abril de 1996 por un grupo denominado Jorge Eliecer Gaitán (JEGA). Tras la mediación del gobierno cubano fue dejado en libertad. Su tía, Liliana Gaviria Trujillo, fue asaltada y asesinada por varios hombres el jueves 27 de abril de 2006. Fue interceptada cuando llegaba a su casa y tras un intercambio de fuego entre sus guardaespaldas y miembros de las FARC, fue herida mortalmente.

### Estudios
Realizó estudios de pregrado en economía, con tesis laureada, en la Universidad de Pensilvania, Estados Unidos, y se graduó del programa de honores en economía siendo cum laude. Además realizó una maestría en Administración Pública en la Universidad de Harvard, graduándose en el 2019.

## Trayectoria política
En las elecciones legislativas de 2006 fue elegido representante a la Cámara por Bogotá por el Grupo Significativo de Ciudadanos "Por el País Que Soñamos". En 2007 fue elegido por sus colegas como "El Representante Revelación" y en 2008 como "El Mejor Representante" en los dos sondeos que efectuaron tanto RCN Televisión como Caracol Radio.

En 2010 es elegido nuevamente como representante a la Cámara, esta vez a nombre del Partido Liberal, y con 72,896 votos se convierte en el candidato a la Cámara por Bogotá más votado de esos comicios en listas abiertas. Entre el 20 de julio de 2011 y el 20 de julio de 2012 ocupó la presidencia de la Cámara de Representantes.
Como representante a la cámara ha promovido los siguientes proyectos:
- Prisión perpetúa para abusadores de niños y niñas
- Portabilidad Numérica (Número único de celular)
- Derechos de los Pasajeros
- Derechos del Consumidor
- Educación Sexual Integral
- Espacios seguros para niños y niñas
- Normas Internacionales sobre Información Financiera
- Declaratoria de Interés Cultural de la Ciclovía
- Condiciones especiales en materia tributaria, entre otros.

En 2010 presentó un trámite de Proyecto de Ley que cambiaría el nombre del aeropuerto de la capital del país de "El Dorado" al nombre de "Luis Carlos Galán Sarmiento". El proyecto de ley generó malestar en los capitalinos por considerar que arbitrariamente y sin consulta previa con los ciudadanos se decidió el cambio del nombre del aeropuerto bogotano.
El 11 de diciembre de 2011 fue elegido por la Constituyente Liberal como jefe único del Partido Liberal Colombiano, en reemplazo de Rafael Pardo, quien renunció a la presidencia del partido para ponerse al frente del Ministerio de Trabajo. Simón Gaviria fue nombrado por el presidente Juan Manuel Santos como director del Departamento Nacional de Planeación.

## Controversias
En junio de 2012 Simón Gaviria fue objeto de grandes críticas por parte de la sociedad civil, los medios de comunicación y diferentes ONG por haber firmado la aprobación de la polémica Reforma a la Justicia Colombiana en la Cámara de Representante y haber admitido que no la leyó por completo.
Debido a la indignación ciudadana generada por los múltiples beneficios que otorgaba la Reforma a los parlamentarios, ésta fue objetada por el presidente Santos y finalmente, el 28 de junio de 2012, fue hundida en el Congreso.